# 福尔内
福尔内（法語：Fornex）是法国阿列日省的一个市镇，属于帕米耶区（Pamiers）勒马斯-达济勒县（Le Mas-d'Azil）。该市镇2009年时的人口为113人。

## 人口
福尔内人口变化图示
| 数据来源：INSEE |